# 焦勝
焦勝（1370年—1410年），字复礼，山西乐平县人，明朝翰林。洪武末中探花。

## 生平
洪武三十年，焦勝考中丁丑科夏榜一甲第三名進士（探花），授翰林院編修。建文间，谪陕西岐山县教谕。永乐二年（1404年），升任浙江道监察御史，永乐八年（1410年）五月十三日卒。